# Sauris mellita
Sauris mellita là một loài bướm đêm trong họ Geometridae.